# ورزشگاه آنوئتا
ورزشگاه آنوئتا (به اسپانیایی: Estadio Anoeta) با ظرفیت ۳۲٬۰۷۶ نفر یکی از ورزشگاه‌های فوتبال کشور اسپانیا است که در شهر سان سباستین ایالت سرزمین باسک واقع شده‌است. این ورزشگاه در سال ۱۹۹۳ بازگشایی شد و در حال حاضر بازی‌های خانگی رئال سوسیداد در آن برگزار می‌گردد.